# Аксьоново-Зіловське міське поселення
Аксьо́ново-Зіло́вське міське поселення (рос. Аксёново-Зиловское городское поселение) — міське поселення у складі Чернишевського району Забайкальського краю Росії.
Адміністративний центр — селище міського типу Аксьоново-Зіловське.

## Населення
Населення міського поселення становить 3038 осіб (2019; 3517 у 2010, 4357 у 2002).

## Склад
До складу міського поселення входять:
| Населений пункт                           | Населення, осіб (2002) | Населення, осіб (2010) |
| ----------------------------------------- | ---------------------- | ---------------------- |
| Аксьоново-Зіловське, селище міського типу | 4283                   | 3443                   |
| Арчикой, селище                           | 39                     | 42                     |
| Зудира, селище                            | 35                     | 32                     |